# Elkalyce indica
Elkalyce indica är en fjärilsart som beskrevs av Evans 1932. Elkalyce indica ingår i släktet Elkalyce och familjen juvelvingar. Inga underarter finns listade i Catalogue of Life.